# Певераньо
Певераньо (итал. Peveragno) — коммуна в Италии, располагается в регионе Пьемонт, в провинции Кунео.
Население составляет 5351 человек (2008 г.), плотность населения составляет 79 чел./км². Занимает площадь 68 км². Почтовый индекс — 12016. Телефонный код — 0171.
Покровительницей коммуны почитается Пресвятая Богородица (Santo Nome di Maria), празднование 12 сентября.

## Демография
Динамика населения:

## Администрация коммуны
- Официальный сайт: http://www.comune.peveragno.cn.it